# カステッレオーネ・ディ・スアーザ
カステッレオーネ・ディ・スアーザ（伊: Castelleone di Suasa）は、イタリア共和国マルケ州アンコーナ県にある、人口約1,600人の基礎自治体（コムーネ）。

## 地理

### 位置・広がり
アンコーナ県のコムーネ。県都・州都アンコーナから西へ44kmの距離にある。

#### 隣接コムーネ
隣接するコムーネは以下の通り。括弧内のPUはペーザロ・エ・ウルビーノ県所属を示す。
- アルチェーヴィア
- バルバラ
- コリナルド
- オストラ・ヴェーテレ
- サン・ロレンツォ・イン・カンポ (PU)

### 気候分類・地震分類
カステッレオーネ・ディ・スアーザにおけるイタリアの気候分類 (it) および度日は、zona D, 1966 GGである。
また、イタリアの地震リスク階級 (it) では、zona 2 (sismicità media) に分類される。

## 行政

### 分離集落
カステッレオーネ・ディ・スアーザには、以下の分離集落（フラツィオーネ）がある。
- Bozzo, Casalta, Case Nuove, Farneto, Pian Volpello, Santa Lucia, Ville